# Acanthochermes
Acanthochermes  (лат.) — род тлей из подсемейства Phylloxeridae. Палеарктика.

## Описание
Мелкие насекомые желтовато-зелёного цвета, длина около 2 мм.
Ассоциированы с растениями Quercus. Близок к роду тлей Viteus и Phylloxera. Один вид известен из эоценового Балтийского янтаря. Ранее включали в состав рода Ovatus.
- †Acanthochermes longirostris Wegierek, 2003 — Эоценовый Балтийский янтарь[3]
- Acanthochermes quercus Kollar, 1848 — Европа, в том числе Россия
- Acanthochermes similiquercus Jiang, X.-l. Huang & Qiao, 2009 — Китай[4]